# Кисівка
Кисі́вка — село в Україні, у Коломацькій селищній громаді Богодухівського району Харківської області. Населення становить 100 осіб. До 2017 орган місцевого самоврядування — Шляхівська сільська рада.

## Географія
Село Кисівка знаходиться на відстані 2 км від сіл Латишівка, Бондарівка, Дмитрівка, Логвинівка і Сургаївка. По селу протікає пересихаючий струмок з загатою. На відстані 3 км проходить автомобільна дорога E40 (М03).

## Історія
12 червня 2020 року, розпорядженням Кабінету Міністрів України № 725-р «Про визначення адміністративних центрів та затвердження територій територіальних громад Харківської області», увійшло до складу Коломацької селищної громади.
19 липня 2020 року, в результаті адміністративно-територіальної реформи і ліквідації Коломацького району, село увійшло до складу Богодухівського району.